# Ферт, Альбер
Альбе́р Ферт (фр. Albert Fert, р. 7 марта 1938, Каркассон, Франция) — французский учёный-физик и преподаватель. Самым известным его открытием является эффект гигантского магнетосопротивления, за которое он был удостоен Нобелевской премии в 2007 году.

## Биография
В 1962 году Ферт окончил Высшую нормальную школу в Париже, а в 1963 году он получил степень магистра в Парижском университете. В 1970 году стал доктором физики в Университете Париж-юг, в котором он и работал научным сотрудником. В 1988 году Ферт обнаружил в слое железа и хрома эффект гигантского магнетосопротивления.

## Награды
- Международная премия за новые материалы (1994)
- Премия Еврофизика (1997)
- Золотая медаль Национального центра научных исследований (2003)
- Премия Вольфа по физике (2006/7)
- Нобелевская премия по физике (2007)
- Премия Японии (2007)
- Большая золотая медаль SEP (2008)